# Mosaic dels treballs d'Hèrcules
El Mosaic dels treballs d'Hèrcules va ser descobert a la localitat de Llíria (Camp de Túria) l'any 1917, concretament a l'indret nomenat «La Bombilla» al Pla dels Arens. Està datat al primer terç del segle iii. El mosaic forma part de la col·lecció estable del Museu Arqueològic Nacional d'Espanya a Madrid amb l'inventari número 38315BIS. Mesura 4,5 metres de longitud per 5,5 metres d'amplada.

## Història
La iconografia del mosaic recull els dotze treballs que Euristeu, rei de Tirint, va encarregar a l'heroi de la mitologia grega Hèracles (romanitzat com Hèrcules), fill del déu Zeus i de la mortal Alcmena, esposa d'Amfitrió. El mosaic es va conservar al mateix lloc del seu descobriment fins a l'any 1941, que va ser comprat pel Museu Arqueològic d'Espanya.

## Descripció
Una mica més de la meitat inferior del mosaic està dedicada a la narració dels treballs, mentre que la meitat superior es decora amb una combinació geomètrica a base de triangles negres i blancs i realitzat amb la tècnica d'opus tessellatum amb tessel·les entre 130 i 0,70 cm de longitud. El conjunt va marcat per una sanefa vegetal.
La zona que concentra la iconografia es compartimenta en dotze quadres que envolten l'emblema central, en el qual es representa l'heroi al costat d'Òmfale, reina de Lídia, de la que va ser esclau. En aquesta escena es pot apreciar, com ja és habitual a la iconografia helenística sobre aquests personatges, el canvi de les vestidures, Hèrcules es mostra amb vestit i fent treballs de dona i Onfala amb la pell del lleó.
Els treballs que es narren als quadres que circumden l'escena central són -començant pel quadre superior esquerre i en sentit de les agulles del rellotge-:
- Robatori del cinyell de les amazones (novè treball) 0,82 x 0,605 metres
- Captura del senglar d'Erimant (quart treball) 0,765 x 0,610 metres
- Captura del gos Cèrber (dotzè treball) 0,835 x 0,615 metres
- Neteja de les estables del rei Augies (cinquè treball) 0,80 x 0,61 metres
- Mort de Gerió (desè treball) 0,80 x 0,59 metres
- Captura de les eugues de Diomedes (vuitè treball) 0,81 x 0,585 metres
- Robatori de les pomes del jardí de les Hespèrides (onzè treball) 0,80 x 0,69 metres
- Captura del Brau de Creta (setè treball) 0,77 x 0,685 metres
- Mort de l'hidra de Lerna (segon treball) 0,73 x 0,67 metres
- Estrangulament del lleó de Nemea (primer treball) 0,82 x 0,66 metres
- Mort dels ocells de l'Estimfal (sisè treball) 0,82 x 0,61 metres
- Captura de la cérvola de Cerinea (tercer treball) 0,81 x 0,59 metres

## Galeria

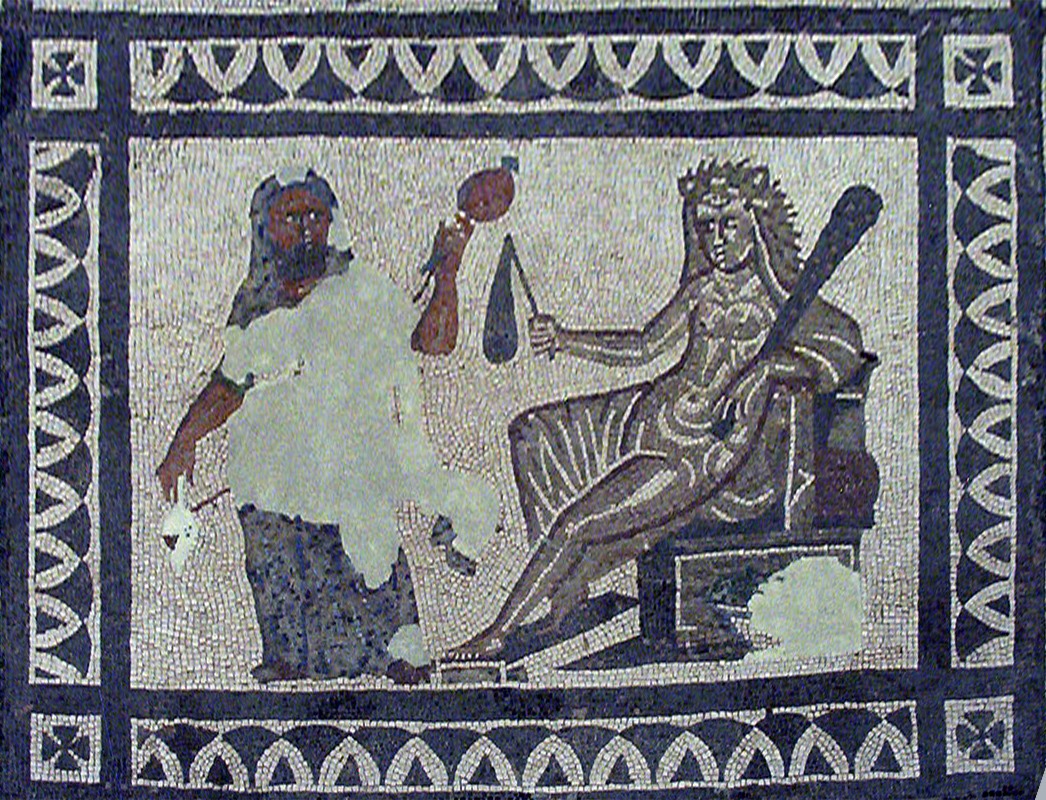
Part central Hèrcules i Òmfale, reina de Lídia
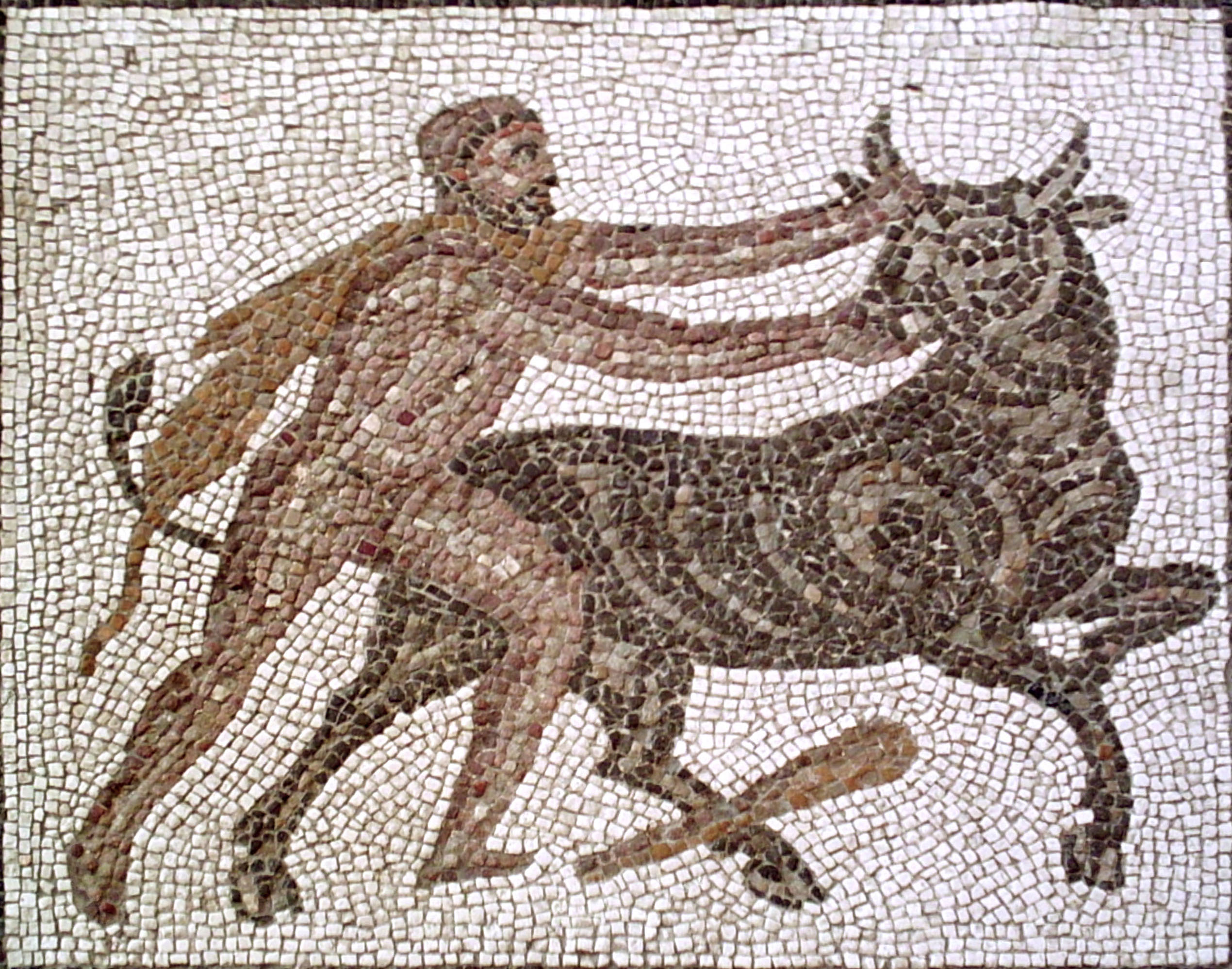
Brau de Creta
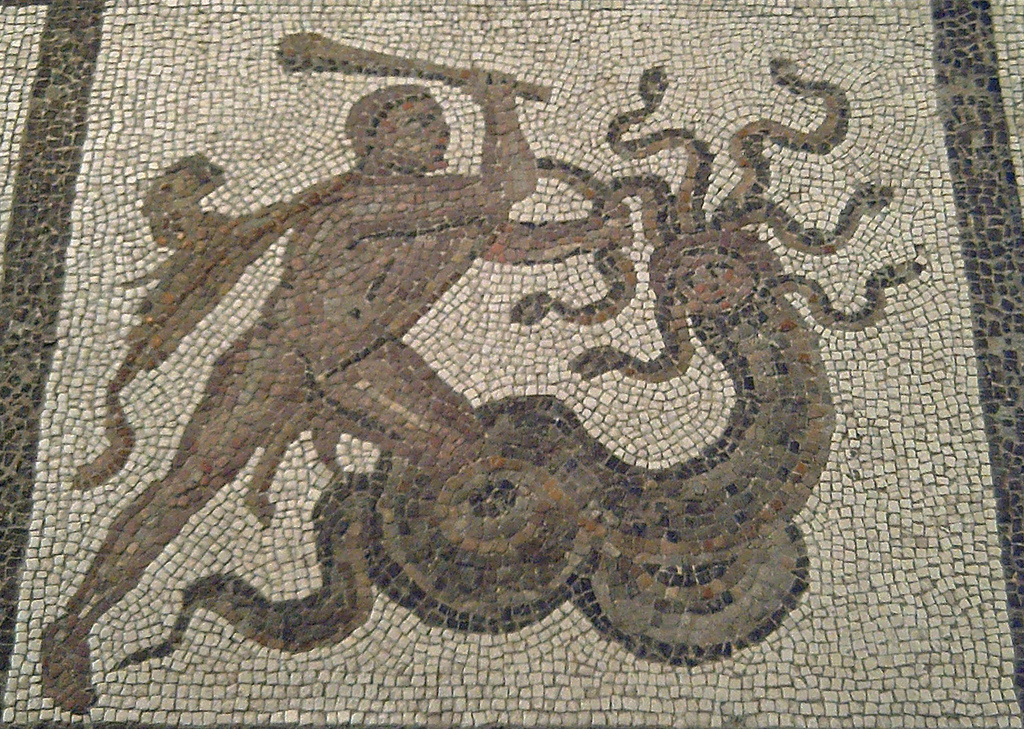
Hidra de Lerna
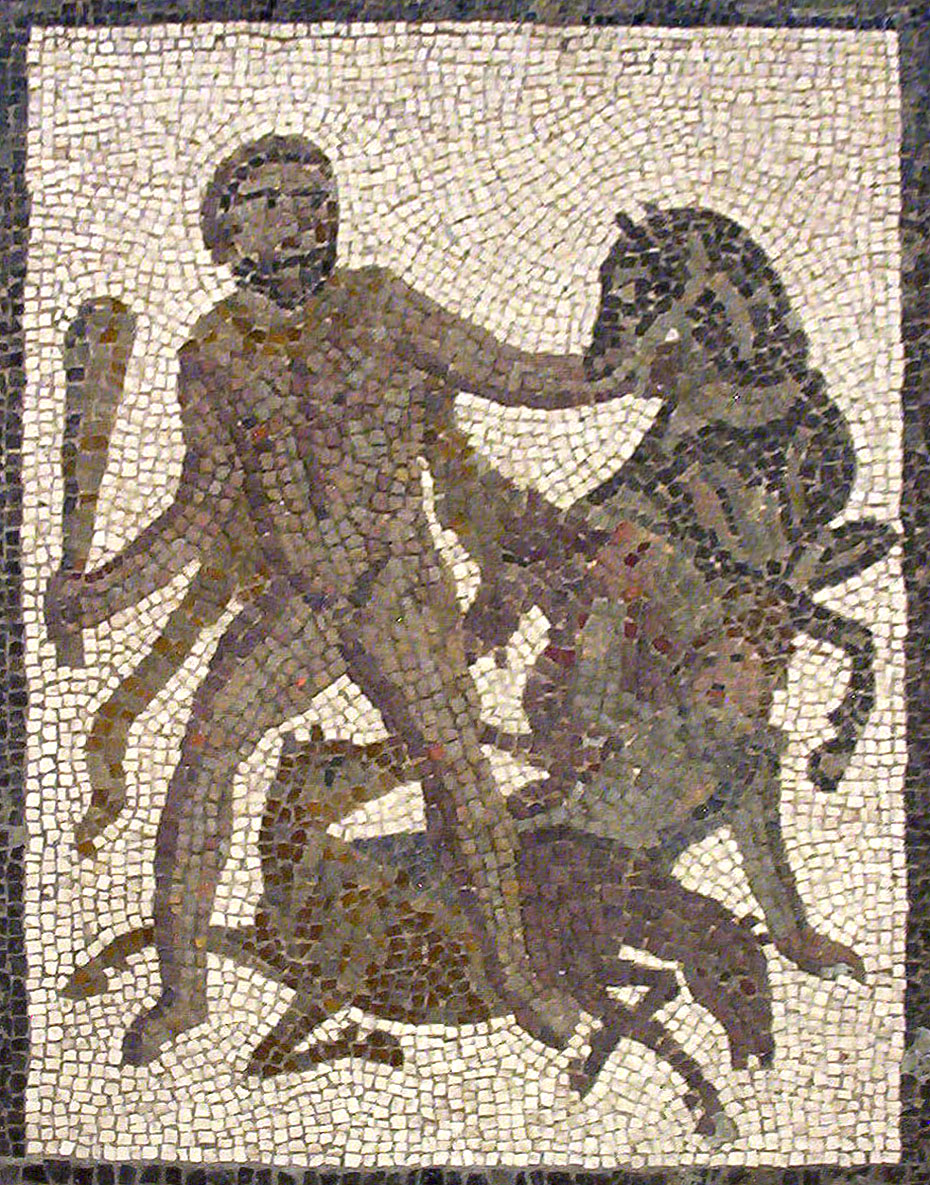
Les eugues de Diomedes